# Non nobis solum
Non nobis Solum (engelska: inte för oss alena) är ett latinsk motto. En vanlig variant är Non nobis, sed omnibus ( "inte för oss, utan för alla") och Non nobis Solum, sed  omnibus. Det innebär att människor bör bidra till en allmän större nytta för mänskligheten, med bortsende från sina egna intressen.
Mottot är härlett från en sentens i Ciceros mest inflytelserika filosofiska arbete, hans avhandling Om tullar (latin: De Officiis). I sin helhet, skriver Cicero, " non nobis Solum nati sumus ortusque nostri partem patria vindicat, partem amici" ( "Inte för oss allena är vi födda, vårt land, våra vänner, har en del i oss", De Officiis, 01:22 ). Meningen, så som Cicero själv säger, är en ordagrann översättning av en sentens i Platons brev till Archytas. I sammanhang med passagen, innebär meningen att "människor har skapats för andras skull och i sitt slag faktiskt för att gynna varandra så mycket som möjligt". Cicero associerar detta koncept med stoisk idealkosmopolitism, enligt vilken alla män har ett naturligt släktskap med alla andra män och behöver "bidra till det allmännas bästa genom ett utbyte av handlingar av vänlighet (officia), genom att ge och ta emot."
Mottot används av ett stort antal organisationer, däribland Förenta staterna armén 1st Maintenance Company och skolor inklusive Massanutten Academy, Pennthorpe School, Lower Canada College, University College, Durham, University of Victorias St Joseph School of Nursing och Willamette University. Det är även mottot för Baron Haden-Guest och visas i baronens vapensköld. Mottot var också införlivats i vapnet för Frank Seiberling och visas över ingången till Stan Hywet, deras Akron, Ohio, herrgård som byggdes i början av 1900-talet.